# Lucia di Lammermoor (film)
Pour les articles homonymes, voir Lucia di Lammermoor (homonymie).
Pour plus de détails, voir Fiche technique et Distribution.
Lucia di Lammermoor est un film italien réalisé en 1971 par Mario Lanfranchi et mettant en vedette son épouse du moment la soprano Anna Moffo. 
Ce film est une version filmée en décor et extérieur naturels de l'opéra de Gaetano Donizetti du même nom Lucia di Lammermoor, livret de Salvatore Cammarano, créé au Teatro San Carlo de Naples, le 26 septembre 1835, lui-même adapté du roman de Walter Scott.

## Fiche technique
- Titre : Lucia di Lammermoor
- Réalisation : Mario Lanfranchi
- Montage : Guido Francescangeli
- Costumes : Maurizio Monteverde
- Distributeur : Video Artists International Inc (VAI)
- Pays d'origine :  Italie
- Format : Couleur - Son : mono
- Durée : 108 minutes
- Date de sortie : 1971

## Distribution
- Lucia : Anna Moffo
- Edgardo : Lajos Kozma
- Enrico : Giulio Fioravanti
- Raimondo : Paolo Washington
- Arturo : Pietro di Vetri
- Alisa : Anna Maria Segatori
- Normanno : Glauco Scarlini

- Chœur de la RAI et Orchestre Symphonique de Rome, Carlo Felice Cillario.